# Гологірки
Гологі́рки — село в Україні, у Золочівському районі Львівської області. Населення становить 142 особи. Орган місцевого самоврядування — Золочівська міська рада.
Історична дата утворення: 1489 рік. Водойма: р. Гологірка.